# Natuurlijke Intelligentie
Natuurlijke intelligentie is een organisatiemodel dat ecologische principes toepast op management en organisatieontwikkeling. Het beschouwt organisaties als dynamische systemen die zich continu aanpassen en evolueren in wisselwerking met hun omgeving. Volgens een artikel in *HR Magazine* beschrijft Leen Gorissen natuurlijke intelligentie als “de kunst en kunde om te overleven en floreren op een continu veranderende planeet met eindige grondstoffen”.
Natuurlijke intelligentie legt de nadruk op zelforganisatie, diversiteit en feedbackloops. In tegenstelling tot hiërarchische modellen fungeert de omgeving als katalysator door heldere randvoorwaarden in plaats van strikte regels. Dit perspectief sluit aan bij systeemdenken en ecologische economie en kan complementair zijn aan kunstmatige intelligentie.

## Oorsprong en ontwikkeling
Begin jaren 2000 ontstond het idee van natuurlijke intelligentie, toen organisatiewetenschappers ecologische principes actief integreerden in managementmodellen. Belangrijke fundamenten waren:
- De ecologische economie van Herman Daly, waarin een evenwichtige groei centraal staat.
- Gregory Batesons systeemtheorie, die patronen in natuur en menselijk gedrag verbindt.
Onderzoek uit complexiteitswetenschap, complexe systemen en systeemecologie leverde metaforen zoals zwermgedrag, ondergrondse netwerken en adaptieve kringlopen. In deze periode koppelden denkers evolutieleer aan organisatieprocessen, waarbij de analogie met natuurlijke selectie leidde tot flexibele, experimenterende werkwijzen.
In 2020 publiceerde Leen Gorissen haar boek Building the Future of Innovation on Millions of Years of Natural Intelligence, waarin symbiotische relaties en systeemherstel worden vertaald naar beleidsvorming en leiderschap.

## Theoretische grondslagen
De kernprincipes van natuurlijke intelligentie zijn afgeleid van ecologische en biologische inzichten:
- Wet van het minimum: groei wordt bepaald door de schaarste van de minst beschikbare hulpbron.[5]
- Ecologische niche: organisaties functioneren als soorten binnen een ecosysteem, elk met hun eigen specialisatie en interactieveld.[6]
- Evolutietheorie: adaptatie en selectie binnen organisaties volgen vergelijkbare patronen als natuurlijke selectie, waarbij initiatieven die zich het beste aanpassen overleven.[7]
- Zwermintelligentie en zelforganisatie: decentrale coördinatie op basis van eenvoudige gedragsregels, onderzocht bij spreeuwen, mieren en vissen.[8][9]
- Mycorrhiza-netwerken: ondergrondse symbiotische netwerken van schimmels en boomwortels als voorbeeld van ‘onzichtbare’ informatie-uitwisseling.[10]
- Ecologisch evenwicht: de balans tussen groei, stagnatie en herstructurering in ecosystemen biedt een model voor organisatiedynamiek.[11]
- Hefboomwerking (Leverage points): kleine, strategische interventies met grote systeemimpact, zoals beschreven door Donella Meadows.[12]
- Resilience en adaptieve systemen: de capaciteit van systemen om verstoringen te weerstaan en zich te reorganiseren via modulaire structuur en redundantie.[13]

## Toepassingen
In praktijk wordt natuurlijke intelligentie ingezet bij:
- Organisatieontwikkeling: flexibilisering van processen via natuurlijke feedback.
- Leiderschap: faciliterende stijl met focus op condities in plaats van directief management.
- Innovatie: iteratieve experimenten en ‘fail fast’-principes.
- Strategie: toepassing van systeemdynamica en hefboominterventies voor transformatie.

## Relatie tot kunstmatige intelligentie
Natuurlijke intelligentie en kunstmatige intelligentie vullen elkaar aan: AI levert nauwkeurige data-analyse en voorspelmodellen, terwijl natuurlijke intelligentie zorgt voor wendbaarheid en adaptie in complexe omgevingen.

## Gebruik en verspreiding
Het concept natuurlijke intelligentie wordt toegepast binnen leiderschapsontwikkeling, beleidsvorming, transformatieprocessen en onderwijs(zh) . Instellingen en adviesbureaus experimenteren met adaptieve netwerken en decentrale besluitvorming(zh) .